# 圣塞瓦斯蒂安旧城
43°19′24″N 1°59′6″W / 43.32333°N 1.98500°W

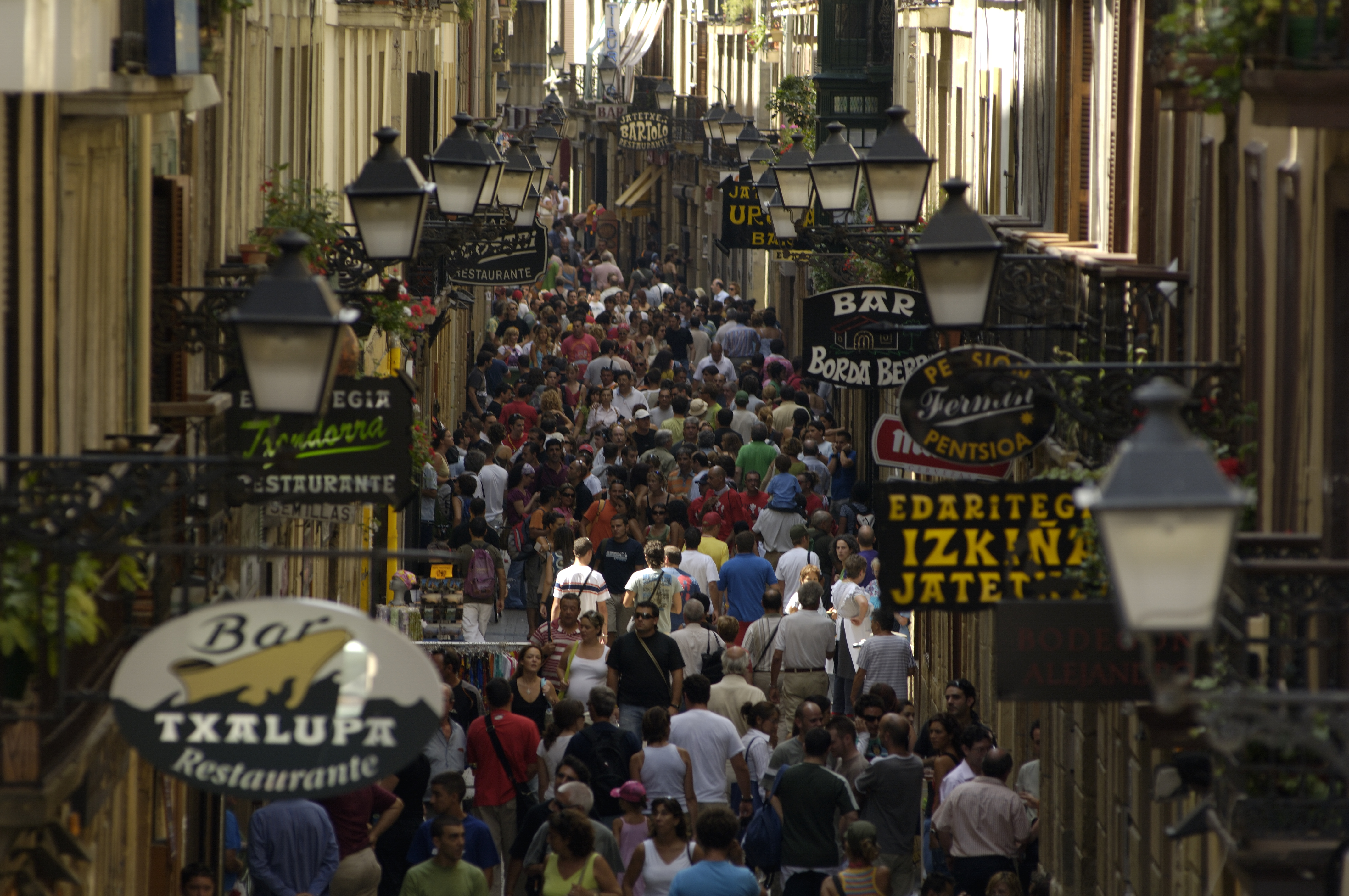

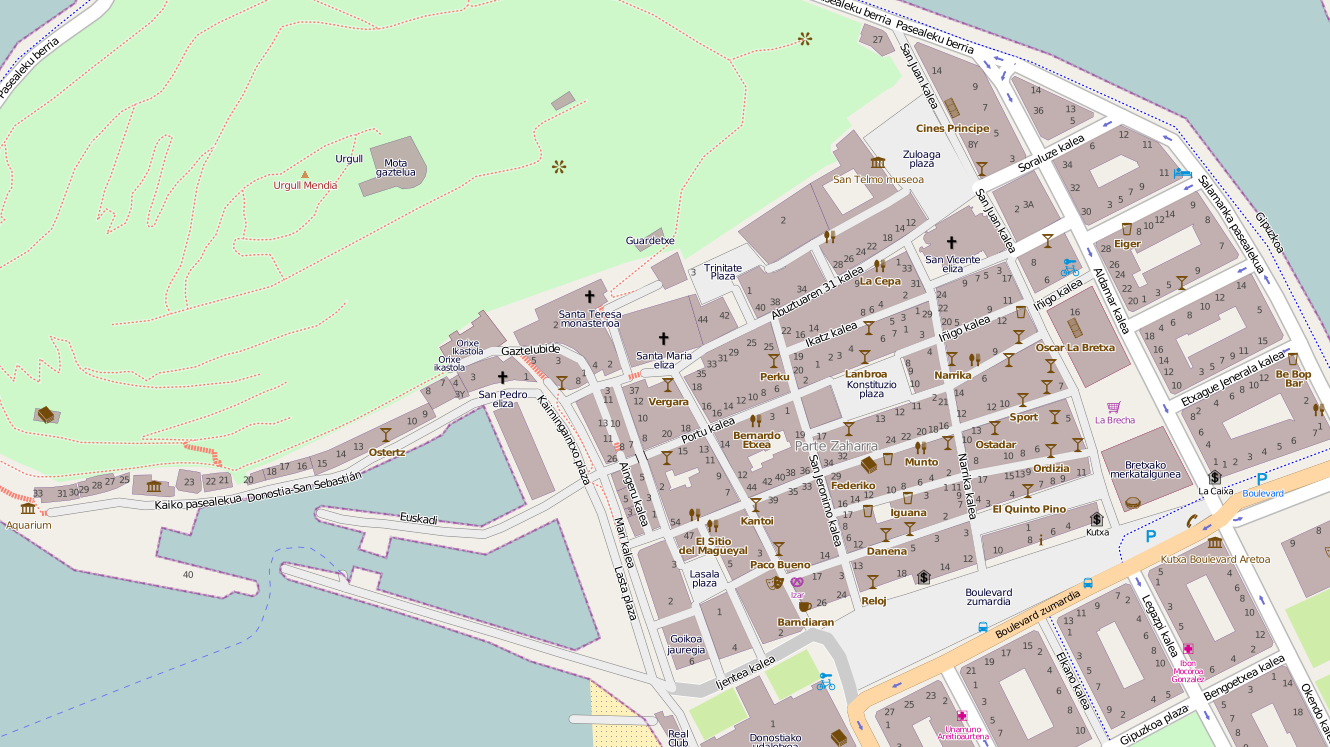
旧城地图

圣塞瓦斯蒂安旧城（西班牙语：Parte Vieja de San Sebastián；巴斯克语: Parte Zaharra）是西班牙巴斯克自治区圣塞瓦斯蒂安的历史城区，位于中区（Centro），其界限相当于圣塞瓦斯蒂安旧城墙内。它位于乌尔古尔山脚下，包括该市的港口。这里有6083名登记居民。

## 历史
圣塞瓦斯蒂安城墙创建于12世纪末，到1863年拆除。港口区保留了一些旧城墙的遗迹（包括一个名为 Portaletas 的旧城门）。然而，该街区的布局相对较新，可以追溯到 19 世纪上半叶。这是因为，1813年8月31日，在半岛战争期间英葡军队造成的火灾和抢劫。特立尼达街（calle de la Trinidad）只有一栋房屋从大火中获救，英国和葡萄牙军官就住在那里；保留下来的只有这座城市的宗教建筑：圣母圣殿、圣文生堂（iglesia de San Vicente）和圣特尔莫修道院（convento de San Telmo），是目前圣特尔莫博物馆（Museo San Telmo）的一部分。
这座城市被摧毁后，在接下来的36年里重建，从而产生了现在的老城区。1863年4月22日，根据皇家命令授权拆除城墙，该城市不再是战争场所。当时，圣塞巴斯蒂安约有 15,000 名居民，其中 10,000 人居住在城墙以内，面积约 10 公顷。